# Zasanie

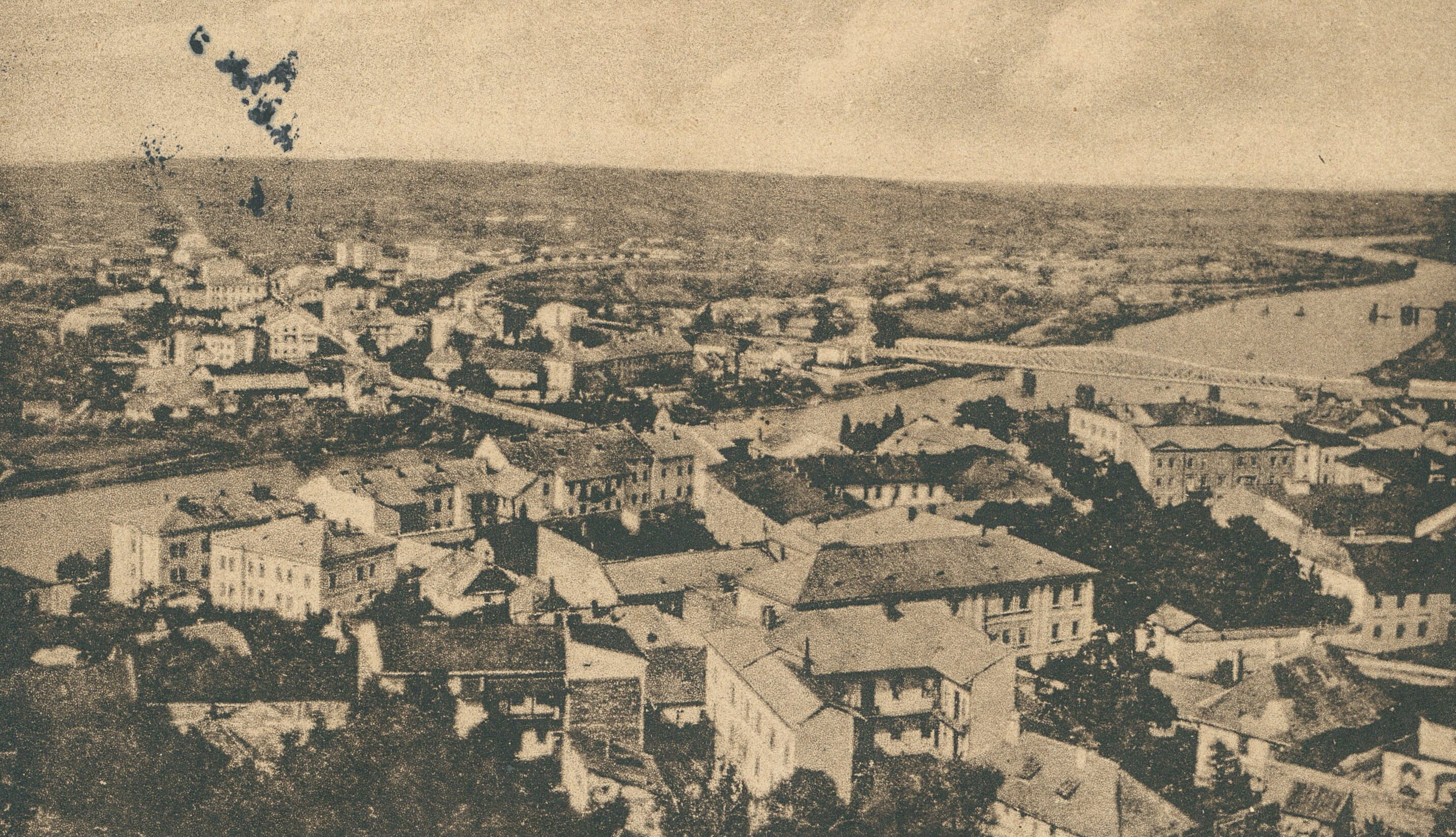
Widok Zasania, 1918

Zasanie – północna część miasta Przemyśla, na lewym brzegu Sanu. Współrzędne geogr. obejmują zakres od 49°46'50" do 49°49'14"N i od 22°43'30" do 22°48'29" E. Współrzędne głównego węzła komunikacyjnego (Placu Konstytucji 3 Maja) to 49°47'10"N 22°46'E
Znajduje się tu przystanek kolejowy Przemyśl Zasanie.
Przez Zasanie biegnie droga E40 na Kraków. Zlokalizowany jest tutaj szpital przy ulicy Monte Cassino. Znajduje się tutaj kilka zabytków, m.in.:
- klasztor i kościół benedyktynek (1768–1777), otoczone murem ze strzelnicami (2 poł. XVII w.)
- neogotycki kościół salezjanów z relikwiami bł. Augusta Czartoryskiego
- cerkiew bazylianów pw. Matki Bożej Bolesnej (1931–1934)
- Pomnik Orląt Przemyskich nad Sanem
- Synagoga Zasańska

W drugiej połowie XIX wieku na ul. 3 Maja mieszkał mistrz stolarski Kleinleger, zwany Czarodziejem z Zasania. Stworzył w mieście pierwsze miniaturowe zoo.
24 grudnia 1933 r. na Zasaniu urodził się Adam Śmigielski, salezjanin i pierwszy biskup diecezji sosnowieckiej.
Od 27 września 1939, kiedy niemieckie wojska okupacyjne wycofały się na Zasanie, do ataku na ZSRR 22 czerwca 1941 Zasanie stało się niezależnym od Przemyśla miastem, nazywanym Deutsch-Przemysl.
W roku 1966 wraz ze Szkołą Podstawową nr 14 powstał Schron Kierowania Obroną Cywilną.

## Osiedla na Zasaniu
- Kmiecie
- Warneńczyka
- Lipowica
- Salezjańskie
- Kazanów
- Winna Góra
- Stefana Rogozińskiego
- Zygmunta Krasińskiego
- Rycerskie
- Krakowskie
- Ferdynanda Focha
- Henryka Wieniawskiego